# 克洛斯溫泉

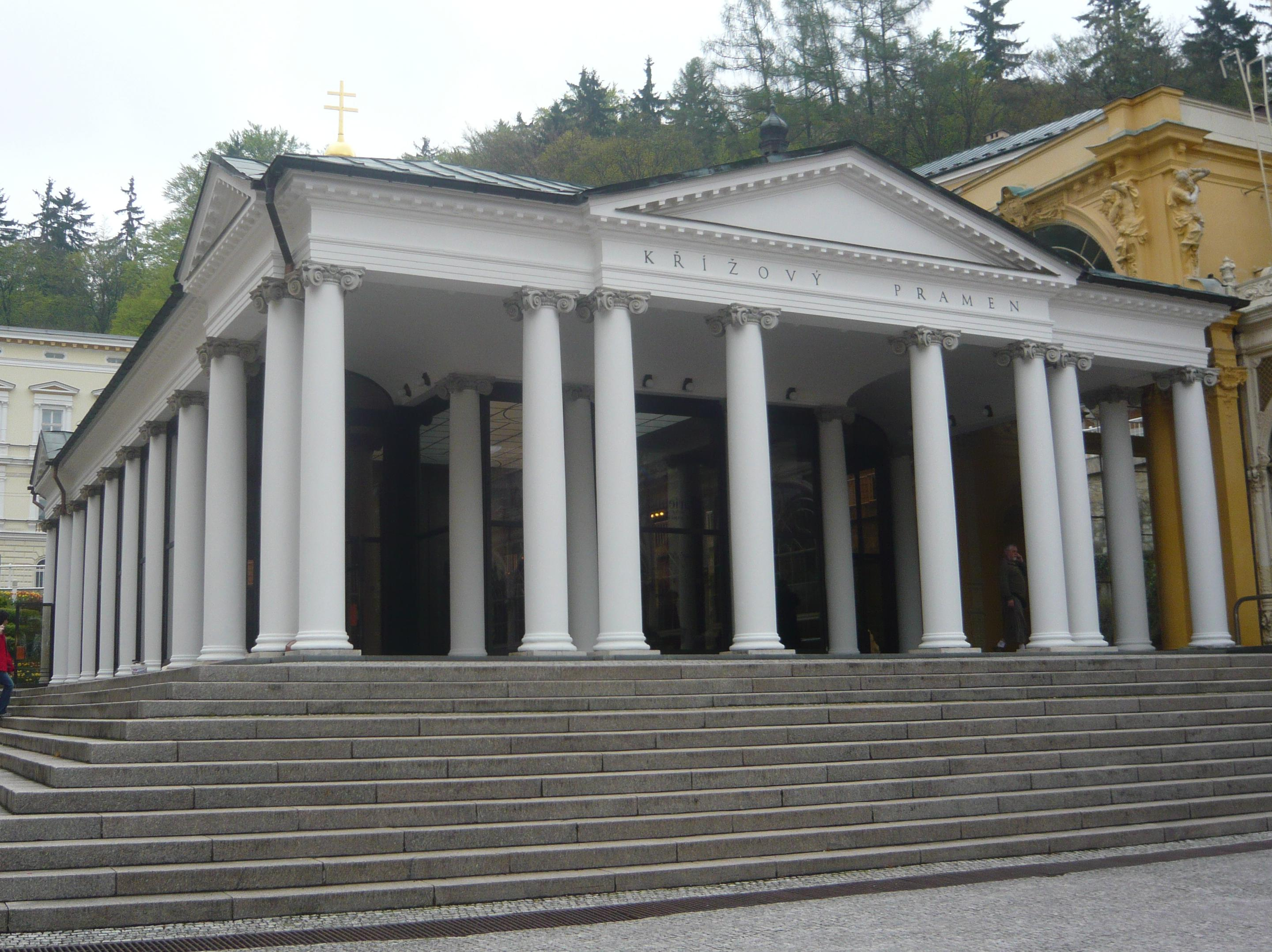

克洛斯溫泉 （Křížový pramen）是位於捷克城市瑪麗亞溫泉市的一座溫泉。克洛斯溫泉是瑪麗亞溫泉市歷史最悠久的溫泉。

## 外部連結
- Mariánské Lázně （页面存档备份，存于）
- Historie Mariánských Lázní（页面存档备份，存于）